# Ramiro Rodrigues Valente
Ramiro Rodrigues Valente (São Paulo, Brasil, 11 de febrero de 1933-Vicenza, Italia 17 de julio de 2025) fue un futbolista brasileño. Jugaba de centrocampista y su primer equipo fue el Santos Futebol Clube. Era hermano del también futbolista Álvaro.

## Biografía
Empezó su carrera en las categorías inferiores del Jabaquara AC hasta 1953, año en el que pasa a formar parte del Fluminense FC con el que jugó 3 temporadas. Después jugó con el santos Futebol Clube en 212 partidos y marcó 2 goles. Consiguió tres campeonatos Paulistas 1955, 1956 y 1958.
En septiembre de 1959 llega a la liga española de fútbol para jugar con el Atlético de Madrid donde no ocuparía plaza de extranjero ya que su padre era de Orense. Este equipo un mes antes había fichado también a su hermano Álvaro, que jugaba en el Santos con Ramiro.
Debuta en la Primera división de la liga española de fútbol el 4 de octubre de 1959 en el partido Atlético 0 - 1 FC Barcelona. 
En su primera temporada en el conjunto rojiblanco consigue ganar la Copa del Generalísimo, que además fue la primera en la historia del Atlético.
En la temporada siguiente consigue otra Copa del Generalísimo y un subcampeonato de liga. Al año siguiente se proclama campeón de la Recopa de Europa, siendo este título el primer trofeo internacional de la historia del Atlético. En 1963 fue subcampeón de la Recopa de Europa. En 1964 fue subcampeón de la Copa del Generalísimo.
Su última temporada en el Atlético de Madrid fue la 64-65, en la que, además de conseguir otro subcampeonato de liga, gana por tercera vez una Copa del Generalísimo. Al finalizar esa temporada se retira de los terrenos de juego.
Ramiro permaneció en el Atlético seis temporadas disputando un total de 117 partidos en Primera división en los que marcó 24 goles, 31 partidos de Copa del Generalísimo en los que marcó 5 goles y 21 partidos de competiciones europeas, 14 de Recopa de Europa donde marcó 2 goles y 7 de Copa de Ferias donde marcó 1 gol.
Falleció el 17 de julio de 2025 a los 92 años en Vicenza, Italia donde residía.

## Clubes
| Periodo   | Club               |
| --------- | ------------------ |
| 1952      | Jabaquara AC       |
| 1952–1955 | Fluminense FC      |
| 1955–1959 | Santos             |
| 1959–1965 | Atlético de Madrid |

## Títulos

### Campeonatos nacionales
- 3 Campeonato Paulista (Santos, 1955, 1956, 1958)
- 3 Copa del Generalísimo (Atlético, 1960, 1961 y 1965)
- 1 Torneo Río-São Paulo (Santos, 1959)

### Copas internacionales
- 1 Recopa (Atlético, 1962)